# Acalolepta elongata
Acalolepta elongata es una especie de escarabajo longicornio del género Acalolepta, tribu Monochamini, subfamilia Lamiinae. Fue descrita científicamente por Breuning en 1935.
Se distribuye por China, India, Laos, Birmania, Nepal y Bangladés. Mide aproximadamente 17-24 milímetros de longitud. El período de vuelo de esta especie ocurre en el mes de junio.